# 아이제이아 브라운
아이제이아 제이 브라운(Isaiah Jay Brown, 1997년 1월 7일 ~ )은 잉글랜드의 은퇴한 축구 선수로, 공격수 또는 윙어 그리고 공격형 미드필더로 활약했다.